# چشمه قربان
چشمه قربان یک اندیس فلزی است که در حوالی شهر رفسنجان استان کرمان قرار دارد و مادهٔ معدنی موجود در آن، طلا است.سنگ میزبان این اندیس فلیش و سنگ‌های آتشفشانی است و دیرینگی آن به دوران ائوسن می‌رسد. در این اندیس، پاراژنز‌های طلا، اپیدوت، آگات و کریزوکولا یافت می‌شوند.